# Crotelles
Crotelles település Franciaországban, Indre-et-Loire megyében. Lakosainak száma 651 fő (2022. január 1.). Crotelles Monnaie, Nouzilly, Reugny, Saint-Laurent-en-Gâtines és Villedômer községekkel határos.

## Népesség
A település népességének változása:
| Lakosok száma | 286  | 451  | 460  | 585  | 663  | 699  | 691  | 665  | 653  | 651  |
|               | 1968 | 1982 | 1990 | 2006 | 2013 | 2015 | 2017 | 2019 | 2020 | 2022 |